# Volt Evropa
Volt Europa (gibanje, poznano pod mononimom Volt) je transnacionalno proevropsko in federalistično evropsko politično gibanje. Deluje kot vseevropska krovna organizacija za hčerinske družbe z istim imenom in blagovno znamko. 
Volt usklajuje svoja politična stališča po vsej Evropi in predstavlja skupni, vseevropski manifest. Na volitvah v Evropski parlament leta 2019 je Volt kandidiral v osmih državah članicah s skupno platformo, s poudarkom na rešitvah za nadnacionalne izzive, kot so podnebne spremembe, obramba, energetska politika, migracije, ekonomska neenakost, terorizem, socialna pomoč in tehnološki razvoj trga dela. Stranka se zavzema za močnejšo in bolj povezano Evropsko unijo z dolgoročnim ciljem ustvarjanja federalne Evrope.  Poleg tega Volt podpira oblikovanje evropske vojske, skupni evropski dolg in davke, jedrsko energijo, vključno z gradnjo novih jedrskih elektrarn, in močnejšo gospodarsko solidarnost med državami članicami EU.  
Volt je sprva uporabljal slogan »Ne levo ne desno«, zdaj je na splošno dojet kot centrističen   ali levosredinski, s poudarkom na politiki na temelju dokazov, in izmenjavi najboljših postopkov v praksi med državami EU in občinami.  Kampanjo tako na lokalnih kot na državnih volitvah vodi na osnovi teh načel.
Volt so ustanovili marca 2017, prva nacionalna podružnica pa je leto kasneje nastala v Hamburgu v Nemčiji. Od takrat je Volt razvil lokalne ekipe v vseh državah članicah EU, tako tudi v Sloveniji, ter državah zunaj EU, kot so Albanija, Švica, Kosovo, Ukrajina in Združeno kraljestvo. Hčerinske družbe Volt so zdaj registrirane politične stranke v mnogih od teh držav, nazadnje pa so se razširile na Ciper in Romunijo. 

## Zgodovina

### Fundacija
Volt Europa so 29. marca 2017 ustanovili Andrea Venzon, Colombe Cahen-Salvador in Damian Boeselager, na isti dan, ko je Združeno kraljestvo uradno napovedalo svojo namero, da naa osnovi člena 50 Pogodbe o Evropski uniji zapusti Evropsko unijo   kot so sami izjavili, je bila Voltova fundacija odziv na naraščajoči populizem v svetu in na Brexit.   Venzon je postal ustanovni predsednik, Boeselager podpredsednik in Cahen-Salvador vodja politični vodja.  

### Volitve v Evropski parlament 2019
Med 27. in 28. oktobrom 2018 je Volt Europa v Amsterdamu organizirala svojo generalno skupščino, na kateri je sprejela Amsterdamsko deklaracijo, ki je služila tudi kot njen manifestni program za volitve v Evropski parlament.  Stranka je predtem že organizirala skupščine v Berlinu, Bukarešti in Parizu. 
Med 22. in 24. marcem 2019 je Volt Europa v Rimu organizirala svoj prvi evropski kongres,  na katerem je predstavila kandidate za volitve v Evropski parlament leta 2019. Med keynote govorniki so bili Paolo Gentiloni (nekdanji italijanski premier in predsednik Italijanske demokratske stranke), Emma Bonino (italijanska senatorka in nekdanja evropska komisarka za zdravje in varnost hrane), Enrico Giovannini (nekdanji italijanski vladni minister), Marcella Panucci (generalna direktorica Generalne konfederacije italijanske industrije), Sandro Gozi (predsednik Unije evropskih federalistov) in Antonio Navarra (predsednik Sredozemskega centra za podnebne spremembe). 
9. junija 2019 se je Volt po vseevropskem glasovanju članov stranke v Evropskem parlamentu izvolil za članico skupine Zeleni–Evropska svobodna zveza.  Volt upa, da bo v prihodnosti lahko oblikoval svojo politično skupino v Evropskem parlamentu, za kar bi bilo potrebnih najmanj 25 poslancev iz vsaj sedmih različnih držav članic. 

### Izvolitev novega upravnega odbora in prva vseevropska digitalna skupščina
Od 12. do 13. oktobra 2019 je Volt Europa v Sofiji gostila generalno skupščino, na kateri so izvolili novi upravni odbor Volt Europa. Čeprav je bil Volt do takrat neprofitna organizacija ASBL z le nekaj registriranimi člani in sedežem v Luksemburgu, se je v skladu z belgijsko zakonodajo preoblikovala v mednarodno neprofitno organizacijo (AISBL).  V strukturi AISBL so lahko tako vsi člani gibanja Volt kot tudi nacionalne podružnice, postali člani z glasovalno pravico. Statut Volt Europa določa generalno skupščino, odprto za vse člane, ki odloča o pomembnih vprašanjih in izvoli upravni odbor devetih direktorjev z uravnoteženo zastopanostjo spolov.. 
Spomladanska generalna skupščina stranke Volt leta 2020 naj bi potekala v Lizboni, vendar je stranka zaradi pandemije COVID-19 organizirala generalno skupščino digitalno. Na skupščini so sprejeli program stranke do leta 2024.  
Od 16. do 17. oktobra 2021 je Volt Europa v Lizboni na Portugalskem gostila svojo generalno skupščino, prvo fizično generalno skupščino po letu 2019. Na generalni skupščini leta 2021 je bil ponovno izvoljen Reinier van Lanschot, ki je bil sopredsednik od generalne skupščine v Sofiji leta 2019. Za sopredsednico je bila izvoljena Francesca Romana D'Antuono iz Italije. Za blagajnika je bil izvoljen Johannes Heinrich iz Švice. Izvoljenih je bilo šest neizvršnih članov upravnega odbora: Ines Consonni, Anouk Ooms, Lucia Nass, Thor Larholm, Charles Evain in Lucas Amorelli Ribeiro Kornexl. 

### Volitve v Evropski parlament leta 2024
Volt je 27. novembra 2023 na svoji generalni skupščini v Parizu sprejel svoj skupni volilni program za evropski parlament.  Na poznejšem srečanju v Bruslju 7. aprila 2024 je stranka za svoja vodilna kandidata za volitve v Evropski parlament leta 2024 izvolila Sophie in 't Veld in Damiana Boeselagerja, izbrala pa je tudi simbolično nadnacionalno listo. 
Na volitvah leta 2024 je Volt povečal število svojih sedežev z 2 na 5, s 3 sedeži iz Nemčije in 2 iz Nizozemske. Volt je napovedal, da se bo v Evropskem parlamentu pogajal s skupinama Zeleni/EFA in Renew Europe ter da bo izvoljenim dovolil glasovati o tem, kateri skupini se bodo pridružili. Na soglasno priporočilo novoizvoljenih poslancev Evropskega parlamenta se je 87 % članov stranke z glasovalno pravico odločilo, da se dalje pridružujejo skupini Zeleni/EFA.  

## Ime
Volt Europa je bila ustanovljena kot neprofitno združenje (ASBL) v Luksemburgu pod imenom "Volt Europa",  pri čemer je opustila prejšnje ime Vox Europe, da bi se izognila morebitni zamenjavi s podobno imenovano skrajno desničarsko špansko stranko. 
Ime "Volt" je bilo izbrano zaradi podobnosti z začetnim imenom in dodatnega pomena figurativnega vnašanja napetosti v politiko. Poleg tega sta tako izraz "Volt" kot latinska različica imena evropske celine razumljiva v vseh evropskih jezikih, zato Volt Europa kot transkontinentalno gibanje ne potrebuje prevajanja lastnega imena, razen za jezike, ki uporabljajo nelatinične abecede (kot so Bolgarija, Ciper, Grčija in Ukrajina). 

## Ideologija
Leta 2018 je Volt opredelil »5+1 temeljnih izzivov«, ki so po njegovem prepričanju bistveni za izboljšanje Evropske unije: 
- Pametna država – Digitalizacija javnih storitev
- Gospodarska renesansa – mešanica krožnih, zelenih in modrih gospodarskih modelov
- Družbena enakost – človekove pravice, enake možnosti, enakost spolov in strpnost do kulturnih razlik
- Globalno ravnovesje – trajnostne in odgovorne politike v kmetijstvu in trgovini, ukrepi za reševanje podnebnih sprememb in begunskih kriz ter podpora delovnim migracijam in razvojnemu sodelovanju
- Opolnomočenje državljanov – večja subsidiarnost, družbena odgovornost in participativna demokracija
- Evropska reforma – federacija držav EU z večjo odgovornostjo za svoje regije in mesta

Kar zadeva gospodarska vprašanja, Volt Europa podpira digitalizacijo, naložbe v zeleno in modro gospodarstvo, ukrepe za odpravljanje revščine in neenakosti (vključno z evropskim minimalnim dohodkom v višini vsaj 40 % mediane plače), bolj integriran evropski davčni sistem z izključno evropskimi davki in uporabo javno-zasebnih partnerstev; podpira tudi povečanje porabe za socialno varstvo, zlasti v zvezi z izobraževanjem in zdravstvom.  Volt je podprl evropski temeljni dohodek (EBI), ki temelji na "sistemu negativnega obdavčenja". V tem modelu posamezniki, ki zaslužijo pod določenim pragom, namesto da plačujejo davke, prejemajo plačila, kar zagotavlja varnostno mrežo in spodbuja delo. Volt trdi, da je pravna podlaga za EBI že določena v členu 107 Pogodbe o delovanju Evropske unije (PDEU) in da bi njeno izvajanje uskladilo sisteme socialnega varstva držav članic. 
Na področju socialne politike Volt nasprotuje seksizmu in rasizmu ter podpira pravice LGBT+ oseb. 
Volt podpira tudi korenite reforme institucij EU, vključno s skupnim upravljanjem migracij in varovanjem meja, evropsko vojsko ter evropskim dolgom in obdavčitvijo.    Trdi, da bi bilo treba ustanoviti evropsko vojsko in da bi bilo treba preučiti in uravnotežiti odnose med EU in Natom. 
Volt podpira idejo federalne Evrope z močnim Evropskim parlamentom,   da bi ustvarili enoten evropski glas na svetovnem prizorišču.  Namesto Evropske komisije bi morala obstajati evropska vlada, izvoljena in odgovorna parlamentu. Evropska volilna zakonodaja bi morala biti enotna v vseh državah članicah, Evropski parlament bi moral pridobiti pravico do zakonodajne vloge, Evropski svet pa bi se moral preoblikovati v drugi dom z regresivno glasovalno težo, da bi uravnotežili prevlado večjih držav. Volt podpira referendum v vseh državah članicah, ki bi legitimiziral takšno ustavo za skupino držav članic, ki se strinjajo, da tvorijo osrednjo unijo, tudi če se ne strinjajo vse države članice. 
Kar zadeva okoljsko politiko, se je Volt zavezal k 15 °C (27 °F) - cilju Pariškega sporazuma. Za dosego cilja Volt predlaga široko shemo trgovanja s certifikati, katere izkupiček bi moral biti prerazporejen državljanom. Volt podpira naložbe v jedrsko energijo za vzdrževanje in nove reaktorje, če so izpolnjeni varnostni standardi. Za integracijo proizvodnje in distribucije na enotnem evropskem trgu se spodbuja evropsko energetsko omrežje. 
Za razliko od drugih gibanj, ki spodbujajo evropsko povezovanje, kot sta Pulse of Europe ali Evropski federalisti, se je Volt kot politična stranka udeležil volitev na vseh ravneh oblasti. Njegov prvi večji cilj so bile volitve v Evropski parlament maja 2019.[1][2] Volt je uspešno sodeloval na lokalnih, nacionalnih in evropskih volitvah.
Leta 2024 je Volt objavil »Volilni program Moonshot«, svoj volilni program za evropske volitve leta 2024, s celovitimi predlogi politik, organiziranimi v pet stebrov: geopolitično vodstvo Evrope, kakovost življenja, humane migracije, upoštevanje glasov in planet, na katerem je mogoče živeti.  Program je na voljo v 7 jezikih. 

## Organizacija in upravljanje
Struktura Volt Europa je podobna strankam v zveznih političnih sistemih, kot je Nemčija. Volt Europa je registrirana kot mednarodna neprofitna organizacija (AISBL) v skladu z belgijsko zakonodajo. Članstvo Volt Europa sestavljajo tako lokalne politične veje, ki so pogosto ustanovljene v skladu z nacionalno zakonodajo, volijo lokalno vodstvo in imajo pogosto nadaljnje podravni, kot tudi vsi posamezni člani. Posamezni člani imajo tako pogosto dvojno članstvo, tako v Volt Europa kot v nacionalni podružnici. 
Vsa članska združenja Volt Europa pošiljajo predstavnike v Državni svet, katerega formalna vloga je omejena na odločanje o sprejemu novih članskih združenj in političnih zavezništev na evropski ravni. Vendar pa ima neformalno Državni svet pomembno vlogo pri svetovanju in nadzoru dela Evropskega odbora. 

### Sopredsednice in sopresedniki Volt Europa
| Leto      | Ime                        | Poglavje o državah | Izraz |
| --------- | -------------------------- | ------------------ | ----- |
| 2017–2019 | Andrea Venzon              | Volt Italija       | 1.    |
| 2017–2019 | Damian Boeselager          | Volt Nemčija       | 1.    |
| 2019–2021 | Valerie Sternberg          | Volt Nemčija       | 1.    |
| 2019–2021 | Reinier van Lanschot       | Volt Nederland     | 1.    |
| 2021–2023 | Reinier van Lanschot       | Volt Nederland     | 2.    |
| 2021–2023 | Francesca Romana D'Antuono | Volt Italija       | 1.    |
| 2023–     | Francesca Romana D'Antuono | Volt Italija       | 2.    |
| 2023–     | Mels Klabbers              | Volt Nederland     | 1.    |

## Financiranje
Večino prihodkov ustvari stranka s članarinami in donacijami. Nacionalne podružnice namenijo 25 % svojih članarin združenju Volt Europa za financiranje njegovega delovanja. Volt trdi, da bo vsako donacijo, ki presega 3000 EUR na donacijo ali darovalca na leto, objavil v 15 dneh od prejema na spletni strani stranke in da se njene nacionalne in lokalne podružnice držijo istega standarda.  9. maja 2021 je Volt objavil, da so v treh tednih v akciji zbiranja sredstev pred volitvami v Evropski parlament leta 2024 zbrali 40.000 evrov. 
Volt je prejel več velikih donacij podjetij iz stanovanjskega in zagonskega sektorja. Njeni največji donatorji so ustanovitelj podjetja Elastic Steven Schuurman s 500.000 evri prek svoje fundacije Dreamery, Marc Dreesmann, dedič Antona Dreesmanna iz nizozemskega trgovskega podjetja Vroom &amp; Dreesmann, s približno 160.000 evri, in Christian Oldendorff, dedič nemškega ladjarja Oldendorff Carriers, s približno 120.000 evri. Ustanovitelj TomToma Peter-Frans Pauwels je doniral 100.000 €. Nevladna organizacija JoinPolitics je organizaciji Volt Germany donirala 50.000 evrov za skupni projekt ("Team Europa") za mobilizacijo manjšinskih kandidatov za evropske volitve.   